# Dumarao
Dumarao ist eine philippinische Stadtgemeinde in der Provinz Capiz. Sie hat 46.157 Einwohner (Zensus 1. August 2015).
Der Ort wurde 1580 gegründet.

## Baranggays
Dumarao ist politisch in 33 Baranggays unterteilt.
| - Agbatuan - Aglalana - Aglanot - Agsirab - Alipasiawan - Astorga - Bayog - Bungsuan - Calapawan - Cubi - Dacuton | - Dangula - Gibato - Codingle - Guinotos - Jambad - Janguslob - Lawaan - Malonoy - Nagsulang - Ongol Ilawod - Ongol Ilaya | - Poblacion Ilawod - Poblacion Ilaya - Sagrada Familia - Salcedo - San Juan - Sibariwan - Tamulalod - Taslan - Tina - Tinaytayan - Traciano |